# هولو باشا العابد
هولو باشا العابد (1824 – 1895)، رجل دولة من دمشق، تسلّم عدة مناصب رفيعة في العهد العثماني، منها رئاسة ولاية سورية ورئاسة غرفة الزراعة دمشق سنة 1890. وهو والد أحمد عزت باشا العابد، أمين سر السلطان عبد الحميد الثاني وجد محمّد علي العابد، أول رئيس جمهورية في سورية.

## البداية
ولِد هولو العابد في حي الميدان خارج أسوار مدينة دمشق القديمة وكان والده عمر آغا العابد من الأعيان، وصل إلى شأن كبير في إسطنبول لمساهمته في حماية آلاف العائلات المسيحية الدمشقية خلال فتنة عام 1860. كانت عائلة العابد قبل تلك الأحداث تعمل في تجارة المواشي، ولكنها تحولت من بعدها إلى إحدى أشهر وأعرق العائلات السّياسية في المدينة. شارك هولو العابد في حماية المسيحيين مع أبيه ومع الأمير عبد القادر الجزائري، وتقديراً لدوره الإنساني منحه قنصل روسيا في دمشق وسام القديس ستانيسلاس.

## العمل السياسي
استفاد هولو العابد من علاقات والده مع المسؤولين الأتراك، ليصبح متصرفاً على مدينة حمص في وسط البلاد ثم على منطقة البقاع. اعترض أهالي البقاع على طريقة جبايته للضرائب، وقالوا إنه كان جباراً ومتعسفاً بحقهم، وإنه جمع ثروة مقدارها 300 ألف فرنك فرنسي. رُفع المعروض إلى إسطنبول، وظنّ أهالي البقاع أنه سيجد أذناً صاغية، ولكن الباب العالي رفض الاستماع إلى كل تلك الاتهامات الموجهة ضد هولو العابد وقام بتكريمه ومنحه لقب الباشاوية. وفي عام 1870، عُيّن متصرفاً على مدينة نابلس ثم مديراُ لمجلس ولاية سورية ورئيساً لغرفة زراعة دمشق. كما عُين شقيقه محمد العابد عضواً في مجلس ولاية دمشق، وأصبح شقيقه الآخر محمود العابد رئيساً لبلدية دمشق، خلفاً لهولو.

## ثروة العابد
تضاعفت ثروة آل العابد بشكل كبير، وقام هولو العابد بشراء أسهم في شركة قناة السويس البحرية في مصر وأصبح صديقاً للخديوي إسماعيل، كما امتلك أسهماً في قناة بنما الواصلة بين المحيط الأطلسي والمحيط الهادئ. كانت عائدات القناتين مُذهلة، سمحت لهولو باشا بشراء أراضٍ وأملاك واسعة في مدينة دمشق بما في ذلك قصر الأُسرة الفاخر في حي ساروجا، ليصبح العابد من أغنى أغنياء عصره، ليس في دمشق وحدها بل في أراضي السلطنة العثمانية كافة.

## تراجع حظوة العابد في الدولة العثمانية
اعترض هولو العابد بشدة على نظام الحماية الذي كان مُتبعاً في دمشق من قبل قناصل الدول الأجنبية، ورأى أن مسيحيي دمشق كانوا برعاية الله ومن بعده السلطان وليسوا بحاجة لدعم أو حماية من فرنسا أو بريطانيا أو روسيا. وصف القنصل الفرنسي هولو العابد بأنه بات "مصدر قلق للأجانب المقيمين في دمشق." وفي المقابل، كانت الدولة العثمانية قد بدأت تتخوف من تصاعد نفوذه وزعامته في المدينة، حيث قُدر أن بإمكانه تسليح وتأهيل ألف شخص في منطقة الميدان، ليكونوا من أتباعه. حصل صدام بينه وبين الوالي حمدي باشا، الذي اتهم العابد ومفتي دمشق محمود الحمزاوي بالتخابر السري مع الحكومة الفرنسية للتشجيع على ثورة محلية ضد الدولة العثمانية. صدر قرار بعزل هولو باشا العابد من كافة مناصبه، مُوقّع من الصدر الأعظم مدحت باشا، ولكن الدولة العثمانية أُجبرت على العودة إليه والتعامل معه مجدداً للقضاء على عصابات قاطعي الطريق في مرجعيون وفي جبل الأنصاري شمال دمشق.

## أولاده
وبالرغم من تراجع نفوذ هولو العابد في إسطنبول، إلا أن أولاده حافظوا على قربهم من الباب العالي وأصبح أكبرهم أحمد عزت باشا العابد مستشاراً للسلطان عبد الحميد ووُلّي شقيقه مصطفى باشا العابد حاكماً على مدينة الموصل. وفي عهد الانتداب الفرنسي على سورية، انتُخب حفيده محمّد علي العابد أول رئيساً للجمهورية السورية سنة 1932 وحفيدته المناضلة السورية نازك مصطفى باشا العابد.